# One False Step (Stargate SG-1)
One False Step (Un Paso en Falso) es el décimo noveno episodio de la segunda temporada de la serie de televisión de ciencia ficción Stargate SG-1, y el cuadragésimo primer capítulo de toda la serie. 

## Trama
Después de que un UAV del SGC se estrelle con una extraña planta grande alienígena, el SG-1 debe viajar allí para recuperarlo. Pronto descubren a una primitiva gente, aparentemente sin habla, que comienza inmediatamente a caer enferma, por alguna razón. Incluso, los mismos miembros del SG-1 empiezan a sentirse mal; actúan algo irritados. Después de mucho estudio, descubren que el choque del avión con la extraña planta, alteró el sonido que esta producía a una cierta frecuencia. Esto provocó la irritabilidad en el SG-1 y que los habitantes cayeran enfermos. Además, descubren que los habitantes necesitaban este tipo de sonido de las plantas para sobrevivir, siendo una clase de relación simbiótica animal/planta. Pronto, Carter instala un sistema especial de sonido para curar a los nativos, así como para conseguir que las plantas cambien la frecuencia de su sonido a la forma correcta otra vez. Finalmente, el equipo observa desde lo lejos como la naturaleza en aquel mundo, se recupera satisfactoriamente.

## Artistas invitados
- Colin Heath como Technician.
- Teryl Rothery como la Dra. Janet Fraiser.